# Нергал-шар-уцур
Нергал-шар-уцур (Нериглисар) — царь Нововавилонского царства (август 560 — апрель/май 556 года до н. э.), из X Нововавилонской (халдейской) династии.

## Правление

### Происхождение
Беросс, труд которого не сохранился, но выдержки из которого приводит Иосиф Флавий в своей работе «Против Апиона», утверждает, что Нергал-шар-уцур (Нериглисар) был зятем Навуходоносора II. Будучи женат на дочери Навуходоносора, Нергал-шар-уцур занимал при этом царе исключительное положение; имя его нередко упоминается в документах. Судя по собственным надписям Нергал-шар-уцура, он был сыном человека по имени Бел-шум-ишкун, которого он один раз называет даже царём вавилонским. Это, вероятно, тот же человек Бел-шум-ишкун, сын Набу-эпир-лайи, чей доход указан в одном вавилонском хозяйственном документе, наряду с доходами Навуходоносора и одной из царских дочерей, Кашшайи. И Нергал-шар-уцур, и Бел-шум-ишкун также перечислены в другом царском документе, в котором записаны различные должностные лица государства. Тут Нергал-шар-уцур записан как Симмагир официальный, а Бел-шум-ишкун записан как  происходящий из области Пукуду. И Нериглиссар, и его отец, возможно, происходили из арамейского клана Пукуду (то же название, что и провинция, из которой произошёл Бел-шум-ишкун).
Нергал-шар-уцур был крупным землевладельцем и рабовладельцем, тесно связанным со жречеством Сиппара и вавилонским деловым миром, в частности с домом Эгиби. Известно, что он скупал недвижимость у разорившегося человека по имени Набу-аххе-иддина и у богатого банкира по имени Иддина-Мардука в Сиппаре. В дополнение к Сиппару, Нергал-шар-уцур владел имениями в Уруке.
Влияние Нергал-шар-уцура ещё больше возросло благодаря его браку с одной из дочерей Навуходоносора. Предполагается, что её звали Кашшая, поскольку это имя дочери Навуходоносора встречается вместе с именами Навуходоносора, Нергал-шар-уцура и Бел-шум-ишкуна в хозяйственных документах. Хотя нет конкретных доказательств того, что Кашшая, а не какая либо другая дочь Навуходоносора, была женой Нергал-шар-уцура.
Вероятно,  Нергал-шар-уцур тождествен c упоминаемым Библией Нергал-шарецером, принимавшим деятельное участие в осаде и взятии Иерусалима:

«В девятый год Седекии, царя Иудейского, в десятый месяц, пришел Навуходоносор, царь Вавилонский, со всем войском своим к Иерусалиму, и обложили его. А в одиннадцатый год Седекии, в четвертый месяц, в девятый день месяца город был взят. И вошли в него все князья царя Вавилонского, и расположились в средних воротах, Нергал-Шарецер, Самгар-Нево, Сарсехим, начальник евнухов, Нергал-Шарецер, начальник магов, и все остальные князья царя Вавилонско».— Книга пророка Иеремии
В цитируемом месте книги Иеремии имя Нергал-шарецер повторяется двукратно, причём во второй раз он называется רב מג, то есть «начальник магов».

### Приход к власти
После смерти Навуходоносора II и короткого правления его сына Амель-Мардука, Нергал-шар-уцур организовал против последнего заговор и захватил престол. Последним документом времен правления Амель-Мардука является договор, датированный 7 августа 560 года до н. э., написанный в Вавилоне. Четыре дня спустя документы, датированные Нериглиссаром, известны как из Вавилона, так и из Урука.
Брак Нергал-шар-уцура с Кашшайей (или другой дочерью Навуходоносора), вероятно, сделал возможным узурпацию трона. Фактором, который мог бы значительно повысить шансы Нергал-шар-уцура стать царём, было положение Кашшайи по отношению к другим детям Навуходоносора. Кашшая, возможно, была самой старшей из всех детей Навуходоносора, поскольку она засвидетельствована, по сохранившимся хозяйственным документам, ведущей свои собственные дела значительно раньше (5–й год правления Навуходоносора), чем большинство его сыновей (наиболее засвидетельствованы в 39—41-е годы Навуходоносора). Хотя сыновья, которые задокументированы так поздно, также могут быть результатом случайности, значительный разрыв во времени может быть даже истолкован как указание на то, что данные сыновья были результатом второго брака Навуходоносора. Таким образом, возможно, что узурпация была результатом борьбы между старшей, более богатой и влиятельной ветвью царской семьи (представленной дочерьми Навуходоносора, в частности Кашшайей) и менее авторитетной и более молодой, хотя и более законной ветвью (представленной сыновьями Навуходоносора, такими как Амель-Мардук). Кашшая, как и Нериглиссар, засвидетельствована как богатая землевладелеца в Уруке во время правления её отца.
Нергал-шар-уцур, как царь устраивал не только халдейскую военную верхушку, которая считала его своим, видя в нём халдея, знаменитого военачальника, покорителя Иерусалима и к тому же зятя Навуходоносора II, но также и вавилонскую знать и жрецов, которых расположил к себе своим благочестием. Став царём, Нергал-шар-уцур немедленно закрепил свой союз с олигархией. Его дочь Гигитум 14 апреля 559 года до н. э., в праздник Нового года, 1-го года царствования Нергал-шарру-уцура, вышла замуж за Набу-шум-укина, сына Шириктум-Мардука, потомка Шимме-илани-икби, эконома храма Эзиды в Борсиппе.

### Военные походы

Ново-Вавилонское царство

В Мидии его воцарение встретилось с одобрением. Его жена, по-видимому, была дочерью Навуходоносора и мидянки Амиитис, то есть племянницей мидийского царя Астиага. В знак возобновления дружбы мидяне вернули вавилонянам истукан богини Анунит, увезённый в глубокой древности гутиями из Сиппара в Аррапху, находящуюся после падения Ассирии под властью Мидии.
Укрепление вавилонско-мидийской дружбы встревожило Лидию. В 557 году до н. э., подстрекаемый лидийским царём Крёзом, царь Пиринду (Западная Киликия) Аппуашу напал на царство Хуме (Восточная Киликия), союзное с Мидией и на вавилонское Заречье. Осенью 557 года до н. э. Нергал-шар-уцур предпринял поход против Пиринду. При приближении вавилонской армии, Аппуашу стал отступать, оставив в горных проходах Тавра засаду, но Нергал-шар-уцур легко разгадал его хитрость и перебил вражеских воинов. Затем он вторгся в Пиринду, разграбил и разрушил обе столицы этого государства — города Ура и Кирши, и захватил много пленных. Аппуашу бежал в Лидию. Нергал-шар-уцур не стал трогать владений Лидии, а повернул к морю и взял штурмом город Питусу (Питиусса), находящийся на острове в море в 3,5 км от берега и защищаемый гарнизоном в 6000 человек. При этом вавилонская армия впервые в своей боевой практике успешно осуществила высадку морского десанта с кораблей. Вслед за тем вавилоняне опустошили территорию Пиринду от перевала у города Саллуне (Селинунта) до лидийской границы. На этом кампания закончилась, и в феврале 556 года до н. э. Нергал-шар-уцур вернулся в Вавилон.

### Строительная деятельность
Достигнув престола, Нергал-шар-уцур пошел по стопам Навуходоносора и всё своё короткое царствование провёл в строительных работах в храмах, особенно Мардука в вавилонской Эсагиле и Набу в борсиппской Эзиде, где он на вратах поставил 8 огромных бронзовых змей и серебряных быков. Он регулировал течение Евфрата, поправлял каналы, реставрировал дворцы. Надписи его составлены в том же стиле, что и принадлежащие Навуходоносору. В надписях его рассказывается об этих постройках, причём он называет себя «благодетелем». Сохранились надписи его времени: на кирпиче с выстроенной им набережной и на двух цилиндрах (в Британском музее). Сохранилось от его царствования также несколько частных документов.

### Смерть
В разгар празднования Нового года, 4-го года своего царствования, между 16 апреля и 3 мая 556 года до н. э., Нергал-шарру-уцур скончался. Последними известными документами, датированными правлением Нергал-шар-уцура, являются контракт от 12 апреля 556 года до н. э. из Вавилона и контракт от 16 апреля того же года из Урука. Он находился у власти 3 года и 8 месяцев.
| X Нововавилонская (халдейская) династия |                                                                              |                         |
| Предшественник: Амель-Мардук            | царь Нововавилонского царства 560 — 556 до н. э. (правил 3 года и 8 месяцев) | Преемник: Лабаши-Мардук |